# Isrou 'Hag
Isrou 'Hag (hébreu : אסרו חג) désigne dans le judaïsme le lendemain des fêtes de pèlerinage que sont Souccot, Pessah et Chavouot. Bien que dénués de tout caractère sacré dans la Bible, les jours d’isrou ’hag sont considérés dans la tradition rabbinique comme détenteurs d’un résidu de la solennité de ces fêtes, en particulier de leur caractère joyeux.

## Isrou ’hag dans les sources juives
La célébration d’isrou ’hag prend sa source dans le verset biblique : « Attachez l’offrande festive par des liens (Isrou ’Hag baʿavotim) tout contre les angles de l’autel » (Psaumes 118:27) ; les rabbins sollicitent en effet ce verset pour lui faire dire : « Qui ajoute à la fête en mangeant et buvant, l’Écriture le lui compte comme s’il avait construit un autel » (T.B. Soucca 45b). Le Talmud de Jérusalem (Avoda Zara 1:1) connaît une pratique similaire pour le jour d’après le festival mais l’appelle brei demoada (« fils du temps fixé »).
Selon le Sdei hemed, la coutume d’Isrou ’hag se propage dans le territoire appelé par les Juifs terre d’Israël pour faciliter leur identification à ceux qui vivent hors de ce territoire : tandis que ces derniers doivent observer le second jour férié des communautés de la diaspora, les premiers marquent à leur façon le lendemain de la fête ; ultérieurement, l’usage est adopté par les communautés de la diaspora, qui célèbrent évidemment isrou ’hag un jour plus tard